# Swedish Open 2006 - Qualificazioni singolare
Le qualificazioni del singolare  dello  Swedish Open 2006 sono state un torneo di tennis preliminare per accedere alla fase finale della manifestazione. I vincitori dell'ultimo turno sono entrati di diritto nel tabellone principale. In caso di ritiro di uno o più giocatori aventi diritto a questi sono subentrati i lucky loser, ossia i giocatori che hanno perso nell'ultimo turno ma che avevano una classifica più alta rispetto agli altri partecipanti che avevano comunque perso nel turno finale.
Le qualificazioni del torneo Swedish Open 2006 prevedevano 32 partecipanti di cui 4 sono entrati nel tabellone principale.

## Teste di serie
1. Juan Antonio Marín (ultimo turno)
2. Evgenij Korolëv (Qualificato)
3. Jean-René Lisnard (primo turno)
4. Óscar Hernández (ultimo turno)

1. Peter Luczak (Qualificato)
2. Fabio Fognini (ultimo turno)
3. Adam Chadaj (primo turno)
4. Jurij Ščukin (Qualificato)

## Qualificati
1. Jurij Ščukin
2. Evgenij Korolëv

1. Mohammad Ghareeb
2. Peter Luczak

## Tabellone

### Legenda
| - Q = Qualificato - WC = Wild card - LL = Lucky loser | - ALT = Alternate - SE = Special Exempt - PR = Protected Ranking | - w/o = Walkover - r = Ritirato - d = Squalificato |

### Sezione 1
|  | Primo turno       | Primo turno       | Primo turno       | Primo turno | Primo turno |  |  | Secondo turno | Secondo turno      | Secondo turno      | Secondo turno | Secondo turno |   |   | Ultimo turno | Ultimo turno       | Ultimo turno       | Ultimo turno | Ultimo turno |  |
|  |                   |                   |                   |             |             |  |  |               |                    |                    |               |               |   |   |              |                    |                    |              |              |  |
|  |                   |                   |                   |             |             |  |  |               |                    |                    |               |               |   |   |              |                    |                    |              |              |  |
|  |                   |                   |                   |             |             |  |  | 1             | Juan Antonio Marín | Juan Antonio Marín | 6             | 6             |   |   |              |                    |                    |              |              |  |
|  | Timo Nieminen     | Timo Nieminen     | Timo Nieminen     | 7           | 7           |  |  |               | Timo Nieminen      | Timo Nieminen      | 3             | 2             |   |   |              |                    |                    |              |              |  |
|  | Rickard Holmstrom | Rickard Holmstrom | Rickard Holmstrom | 62          | 5           |  |  |               |                    |                    |               |               |   |   | 1            | Juan Antonio Marín | Juan Antonio Marín | 65           | 2            |  |
|  | Mikael Ekman      | Mikael Ekman      | Mikael Ekman      | 6           | 6           |  |  |               |                    | 8                  | Jurij Ščukin  | Jurij Ščukin  | 7 | 6 |              |                    |                    |              |              |  |
|  | Marcus Sarstrand  | Marcus Sarstrand  | Marcus Sarstrand  | 4           | 4           |  |  |               | Mikael Ekman       | Mikael Ekman       | 2             | 4             |   |   |              |                    |                    |              |              |  |
|  | 8                 | Jurij Ščukin      | Jurij Ščukin      | 6           | 6           |  |  | 8             | Jurij Ščukin       | Jurij Ščukin       | 6             | 6             |   |   |              |                    |                    |              |              |  |
|  |                   | Gianluca Naso     | Gianluca Naso     | 2           | 4           |  |  |               |                    |                    |               |               |   |   |              |                    |                    |              |              |  |

### Sezione 2
|  | Primo turno     | Primo turno     | Primo turno     | Primo turno | Primo turno |  |  | Secondo turno   | Secondo turno   | Secondo turno   | Secondo turno | Secondo turno |   |   | Ultimo turno | Ultimo turno    | Ultimo turno    | Ultimo turno | Ultimo turno |  |
|  |                 |                 |                 |             |             |  |  |                 |                 |                 |               |               |   |   |              |                 |                 |              |              |  |
|  | 2               | Evgenij Korolëv | Evgenij Korolëv | 6           | 7           |  |  |                 |                 |                 |               |               |   |   |              |                 |                 |              |              |  |
|  |                 | Andis Juška     | Andis Juška     | 1           | 5           |  |  | 2               | Evgenij Korolëv | Evgenij Korolëv | 6             | 6             |   |   |              |                 |                 |              |              |  |
|  | John van Lottum | John van Lottum | 6               | 5           | 6           |  |  |                 | John van Lottum | John van Lottum | 3             | 3             |   |   |              |                 |                 |              |              |  |
|  | Carl Bergman    | Carl Bergman    | 4               | 7           | 4           |  |  |                 |                 |                 |               |               |   |   | 2            | Evgenij Korolëv | Evgenij Korolëv | 6            | 6            |  |
|  | Johan Brunström | Johan Brunström | Johan Brunström | 6           | 6           |  |  |                 |                 |                 | Lovro Zovko   | Lovro Zovko   | 4 | 0 |              |                 |                 |              |              |  |
|  | David Nylen     | David Nylen     | David Nylen     | 2           | 2           |  |  | Johan Brunström | Johan Brunström | 7               | 3             | 5             |   |   |              |                 |                 |              |              |  |
|  |                 | Lovro Zovko     | Lovro Zovko     | 6           | 6           |  |  | Lovro Zovko     | Lovro Zovko     | 64              | 6             | 7             |   |   |              |                 |                 |              |              |  |
|  | 7               | Adam Chadaj     | Adam Chadaj     | 2           | 4           |  |  |                 |                 |                 |               |               |   |   |              |                 |                 |              |              |  |

### Sezione 3
|  | Primo turno         | Primo turno         | Primo turno         | Primo turno | Primo turno |  |  | Secondo turno      | Secondo turno      | Secondo turno      | Secondo turno | Secondo turno |   |   | Ultimo turno | Ultimo turno     | Ultimo turno | Ultimo turno | Ultimo turno |  |
|  |                     |                     |                     |             |             |  |  |                    |                    |                    |               |               |   |   |              |                  |              |              |              |  |
|  |                     | Michael Ryderstedt  | Michael Ryderstedt  | 6           | 6           |  |  |                    |                    |                    |               |               |   |   |              |                  |              |              |              |  |
|  | 3                   | Jean-René Lisnard   | Jean-René Lisnard   | 2           | 2           |  |  | Michael Ryderstedt | Michael Ryderstedt | Michael Ryderstedt | 3             | 3             |   |   |              |                  |              |              |              |  |
|  | Mohammad Ghareeb    | Mohammad Ghareeb    | Mohammad Ghareeb    | 6           | 6           |  |  | Mohammad Ghareeb   | Mohammad Ghareeb   | Mohammad Ghareeb   | 6             | 6             |   |   |              |                  |              |              |              |  |
|  | Christian Johansson | Christian Johansson | Christian Johansson | 1           | 3           |  |  |                    |                    |                    |               |               |   |   |              | Mohammad Ghareeb | 6            | 3            | 6            |  |
|  | Johan Landsberg     | Johan Landsberg     | Johan Landsberg     | 6           | 6           |  |  |                    |                    | 6                  | Fabio Fognini | 4             | 6 | 1 |              |                  |              |              |              |  |
|  | Patrik Rosenholm    | Patrik Rosenholm    | Patrik Rosenholm    | 4           | 2           |  |  |                    | Johan Landsberg    | Johan Landsberg    | 2             | 1             |   |   |              |                  |              |              |              |  |
|  | 6                   | Fabio Fognini       | Fabio Fognini       | 6           | 6           |  |  | 6                  | Fabio Fognini      | Fabio Fognini      | 6             | 6             |   |   |              |                  |              |              |              |  |
|  |                     | Henrik Norfeldt     | Henrik Norfeldt     | 4           | 3           |  |  |                    |                    |                    |               |               |   |   |              |                  |              |              |              |  |

### Sezione 4
|  | Primo turno           | Primo turno           | Primo turno           | Primo turno   | Primo turno |  |  | Secondo turno | Secondo turno   | Secondo turno   | Secondo turno | Secondo turno |   |   | Ultimo turno | Ultimo turno    | Ultimo turno | Ultimo turno | Ultimo turno |  |
|  |                       |                       |                       |               |             |  |  |               |                 |                 |               |               |   |   |              |                 |              |              |              |  |
|  | 4                     | Óscar Hernández       | Óscar Hernández       | 6             | 7           |  |  |               |                 |                 |               |               |   |   |              |                 |              |              |              |  |
|  |                       | Robert Gustafsson     | Robert Gustafsson     | 4             | 5           |  |  | 4             | Óscar Hernández | Óscar Hernández | 6             | 6             |   |   |              |                 |              |              |              |  |
|  | Tim Goransson         | Tim Goransson         | Tim Goransson         | Tim Goransson | 2           |  |  |               | Tim Goransson   | Tim Goransson   | 1             | 1             |   |   |              |                 |              |              |              |  |
|  | Stian Boretti         | Stian Boretti         | Stian Boretti         | Stian Boretti | 0r          |  |  |               |                 |                 |               |               |   |   | 4            | Óscar Hernández | 3            | 6            | 1            |  |
|  | Pablo Figueroa        | Pablo Figueroa        | Pablo Figueroa        | 6             | 6           |  |  |               |                 | 5               | Peter Luczak  | 6             | 3 | 6 |              |                 |              |              |              |  |
|  | Bartolome Salva-Vidal | Bartolome Salva-Vidal | Bartolome Salva-Vidal | 2             | 2           |  |  |               | Pablo Figueroa  | 7               | 4             | 2             |   |   |              |                 |              |              |              |  |
|  | 5                     | Peter Luczak          | Peter Luczak          | 6             | 6           |  |  | 5             | Peter Luczak    | 65              | 6             | 6             |   |   |              |                 |              |              |              |  |
|  |                       | Daniel Kumlin         | Daniel Kumlin         | 1             | 3           |  |  |               |                 |                 |               |               |   |   |              |                 |              |              |              |  |